# Lunca Inferioară a Crișului Repede
Lunca Inferioară a Crișului Repede este un sit de importanță comunitară (SCI) desemnat în scopul protejării biodiversității și menținerii într-o stare de conservare favorabilă a florei spontane și faunei sălbatice, precum și a unor habitate naturale de interes comunitar aflate în arealul zonei protejate. Acesta este situat în nord-vestul Transilvaniei, pe teritoriul județului Bihor.

## Localizare
Aria naturală se află în extremitatea central-vestică a județului Bihor (de la Oradea până la limita de graniță cu Ungaria), pe teritoriile administrative ale comunelor Girișu de Criș, Sântandrei și Toboliu și pe cel al municipiului Oradea; în imediata apropiere a drumului național DN1, care leagă municipiul Cluj Napoca de Borș.

## Descriere
Instituirea regimului de arie naturală protejată pentru situl de importanță comunitară „Lunca Inferioară a Crișului Repede” s-a făcut prin Ordinul Ministerului Mediului și Dezvoltării Durabile Nr.1964 din 13 decembrie 2007 (privind instituirea regimului de arie naturală protejată a siturilor de importanță comunitară, ca parte integrantă a rețelei ecologice europene Natura 2000 în România) și se întinde pe o suprafață de 636,7 hectare.
Situl reprezintă o zonă umedă (încadrată în  bioregiune panonică a câmpiilor Banatului și Crișurilor; subdiviziuni geomorfologice ale Câmpiei de Vest) ce adăpostește vegetație arboricolă, mlaștini, turbării, terenuri arabile, pajiști și pășuni și protejează habitate de tip: Zăvoaie de Populus alba și Salix alba și Râuri cu maluri nămoloase cu vegetație de Chenopodion rubri și Bidention.

## Biodiversitate
Situl a fost desemnat în scopul conservării a trei habitate naturale de interes comunitar (Râuri cu maluri nămoloase cu vegetație de Chenopodion rubri și Bidention, Zăvoaie cu Salix alba și Populus alba) și protejării mai multor specii de floră spontană și faună sălbatică.
Flora acestuia este constituită din arbori (cu specii de  răchită - Salix alba, plop alb - Populus alba, velniș - Ulmus laevis, arin negru - Alnus glutinosa) și vegetație ierboasă specifică zonelor umede, cu specii de: săgeata apei (Sagittaria safittifolia), piperul bălților (Persicaria hydropiper, sin. Polygonum hydropiper), buzdugan-de-apă (Sparganium erectum), ruginare (Andromeda polifolia), stânjenel galben de baltă (Iris pseudacorus), mană de apă (Glyceria maxima), iarba broaștelor (Hydrocharis morsus-ranae), plutică (Nymphoides peltata), piciorul cocoșului (Ranunculus repens), cașul popii (Malva vulgaris), obsigă (Bromus ramosus), troscot (Polygonum aviculare) sau piciorul caprei (Aegopodium podagraria).

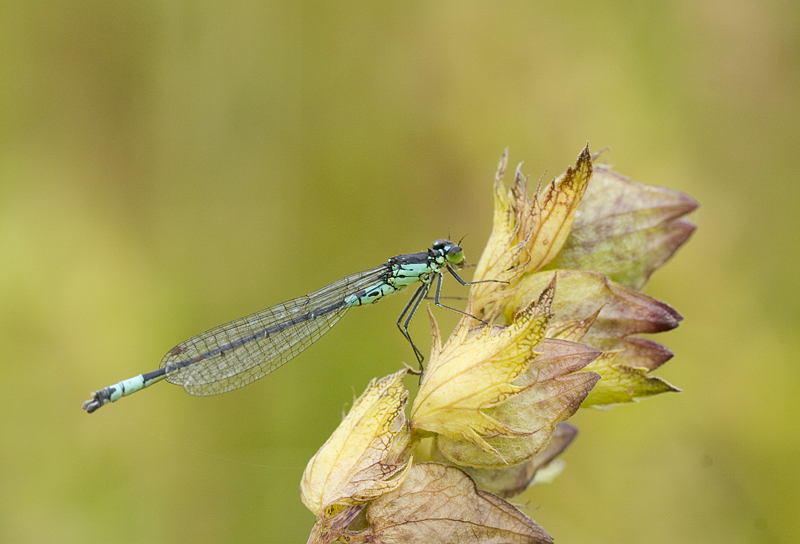
Libelulă (Coenagrion arnatum)

Aria naturală adăpostește și asigură condiții de viețuire mai multor specii faunistice (mamifere, amfibieni,  pești, insecte) enumerate în anexa a II-a Directivei Consiliului Europei 92/43/CEE din 21 mai 1992 (privind conservarea habitatelor naturale și a speciilor de faună și floră sălbatică); astfel:
Mamifere: pisică sălbatică (Felis silvestris), șobolan de apă de munte (Arvicola terrestris scherman), chițcan de apă (Neomys fodiens), liliacul mare cu potcoavă  (Rhinolophus ferrumequinum); 
Amfibieni cu specii de: buhai de baltă cu burta roșie (Bombina bombina, specie considerată ca vulnerabilă și aflată pe lista roșie a IUCN), izvoraș-cu-burta-galbenă (Bombina variegata);
Pești cu specii de: avat (Aspius aspius), zvârlugă (Cobitis taenia), fusar (Zingel streber), porcușor-de-nisip (Gobio albipinnatus), boarța (Rhodeus sericeus amarus), dunăriță (Sabanejewia aurata);
În arealul sitului este semnalată prezența unor insecte; printre care o libelulă din specia Coenagrion arnatum, cosașul verde (Tettigonia viridissima), greierele de câmp (Paracaloptenus caloptenoides), lăcusta călătoare (Locusta migratoria), cărăbușul de mai (Melolontha melolontha) sau călugărița (Mantis religiosa).

## Căi de acces
- Drumul național DN1 pe ruta: Cluj-Napoca - Huedin - Ciucea - Aleșd - Oradea.

## Monumente și atracții turistice
În vecinătatea sitului se află câteva obiective de interes istoric, cultural și turistic (lăcașuri de cult, muzee, case memoriale, situri arheologice, arii naturale protejate); astfel:
- Biserica de lemn "Sf. Arhangheli" din Băile Felix, construcție 1785, monument istoric.
- Biserica reformată din satul Fughiu, construcție secolul al XVIII-lea, monument istoric.
- Biserica de lemn "Sfinții Arhangheli Mihail și Gavriil" din Hidișelu de Jos, construcție 1730, monument istoric.
- Biserica ortodoxă "Nașterea Maicii Domnului" din Haieu, construcție secolul al XIV-lea(modificări 1857), monument istoric.
- Lăcașurile de cult, muzeele și casele memoriale din municipiul Oradea.
- Donjonul romanic (sec. al XIII-lea) din Chersig construit din cărămidă, în plan hexagonal, ca turn de observație și control.
- Ariile protejate: Locul fosilifer de pe Dealul Șomleu, Pârâul Pețea, Lacul Pețea, Pădurea cu narcise de la Oșorhei, Beftia.